# Narayan Gopal
Narayan Gopal Gurubacharya (nepalí: नारायण गोपाल गुरूवाचार्य) (n. 4 de octubre de 1939 † n. 5 de diciembre de 1990) fue un cantante y compositor nepalí. Ha sido apodado como "Crista Samrat" (nepalí: स्वर सम्राट, lo que significa: emperador de la voz) dentro de la industria musical de Nepal. También se le conoce como "El Rey de la tragedia", por su rango de voz que le permitió interpretar todos los géneros de la música nepalí. A menudo, sus canciones fueron también orquestados en diferentes conciertos. Perteneció a la primera generación de reconocidos cantantes de Nepal como uno de los intérpretes profesionales. Sus canciones también se han utilizado para varias películas y dramas en todo su país. 

## Biografía
Narayan Gopal Gurubacharya nació en el seno de una familia de Newar en Kilagal Tole, Katmandú, el 4 de octubre de 1939 (18 Asoj de 1996 B. S.). Su padre fue Asha Gopal Gurubacharya y su madre, Rama Devi Gurubacharya, tuvo seis hermanos y cuatro hermanas. Terminó su escuela dejando sus exámenes de certificados y obtuvo un título en Licenciada en Humanidades por la Universidad de Tri-Chandra. Más adelante también se mudó a Maharaja Sayajirao y se matriculó en la Universidad de Baroda, para estudiar música clásica de la India, luego regresó sin completar sus estudios a su país Nepal. Se casó con Pemala Lama en 1971. Más adelante se unió a la Rastriya Naach Ghar (Teatro Nacional de Danza) y obtuvo el puesto de gerente (Hakim). También trabajó como editor de una revista musical llamada Bageena (बागीना), para sus tres primeras cuestiones. Fue director general de Sanskritik Sansthan (Centro Cultural) y fue asesor del Ministerio de Comunicación en las salas y profesor asociado de Lalit Kala Campus. También escribió un drama musical titulado Kanchi Masyang (कान्छी मस्याङ).

## Carrera
El potencial de su talento vocal fue reconocido por su amigo Manik Ratna Sthapit, que vivía en el vecino barrio de Pukha Tole y su amigo Prem Dhoj Pradhan, que solía vivir también en Bheda Singh Tole. Sus tres amigos lo invitaron a practicar para cantar canciones en idioma Hindi. Su amigo Manik Ratna, se había convertido como una especie de escuela de música desde su tío, Siddhi Ratna Sthapit, quien era un instrumentista experto y reconocido. Después de sus exámenes, su amigo Prem Dhoj Pradhan, lo llevó al Gopal Radio Nepal para tomar una prueba de su voz. Narayan Gopal cantó un tema musical titulado "Panchi ko ko pankha ma Dharti Diyo", escrito por el Dr. Ram hombre Trishit y compuesto por él mismo Prem Dhoj Pradhan. Tras pasar la primera prueba en su primer juicio, tuvo su primera actuación musical en vivo. Narayan Gopal que por durante 40 años había formado parte del Tri Chandra College, estuvo agradecido por la petición de sus amigos, quienes le convencieron y ayudaron a convertirse en un gran intérprete popular de Nepal.

## Discografía
- Geeti Sradhanjali Vol 1-4 (2049-03-02)
- Swarneem Sandhya Vol 1-2
- Preyasi Ka Yaad Haru (2054-02-16)
- Prem Ko Mala
- Manche Ko Maya
- Malai Nasodha
- Lali Gurash Bhayechu
- Aljhe Cha Kyare
- Timro Mann Ma
- Geeti Yatra Vol 1 (2044-10-10)
- Narayan Gopal Ka Aadhunik Geet Haru Vol 1-9
- Malati Mangale (a musical drama)